# Ситно (крепость)
Ситно (бел. Сітна) — крепость (в некоторых источниках — замок), существовавшая в XVI веке на правом берегу реки Полоты, в том месте где она вытекает из озера Измок вблизи деревни Малое Ситно Полоцкого района Витебской области Белоруссии.

## История
Согласно распространённой версии крепость была возведена по приказу Ивана Грозного после захвата Полоцка в 1563 году. По другим данным, она была построена литовцами в XV веке и захвачена русскими войсками во время Ливонской войны.
В декабре 1566 года отряд литовских казаков под командованием Бирули хитростью завладел крепостью, вырезав 300 человек русского гарнизона. Трофеями победителей стали несколько небольших пушек, 120 гаковниц, много пороха и пуль. Несмотря на то, что уходя казаки сожгли крепость, через некоторое время она была заново отстроена русскими войсками. 4 августа 1579 года крепость вновь была сожжена после внезапной атаки литовско-венгерским войском по приказу Стефана Батория и более не восстанавливалась.

## Описание
На сохранившейся гравюре Дж. Б. Кавальери, сделанной по рисунку С. Пахоловицкого 1579 года, крепость имеет форму трапеции с четырьмя башнями и одними воротами и окружена водами реки Полоты и близлежащего озера.
На сегодняшний день от неё сохранились только земляные валы высотой до 7 метров. На этом месте установлен памятный знак.